# 社会民主党 (ポルトガル)
社会民主党（しゃかいみんしゅとう、葡: Partido Social Democrata）は、ポルトガルの政党。略称はPSD。現在は、社会党と共に二大政党のひとつとして活動している。

## 概説
はじめは社会民主主義政党として結成されたが、現在は中道右派政党となっており、ポルトガルではもう一方の大政党である社会党（PS）が社会民主主義政党として存在している。
1996年に自由主義インターナショナルを脱退し、以降は欧州議会において他の多くのヨーロッパの保守・キリスト教民主主義政党とともに欧州人民党（EPP）へ加盟した。また国際団体である中道民主インターナショナルに加盟している。以前は欧州自由民主改革党に加盟していた。党の機関紙は"ポーヴォ・リブレ Povo Libre"。

## 歴史
PSDは1974年5月6日、フランシスコ・サー・カルネイロ、フランシスコ・ピント・バルセマン、ジョアキム・マガリャンイス・モータらにより、PPD（Partido Popular Democrático 人民民主党）として結成され、5月15日に最初の党本部をリスボンのラルゴ・ド・ラトに置いた。これに続いて6月24日には党委員会が組織され、フランシスコ・サー・カルネイロ、フランシスコ・ピント・バルセマン、ジョアキム・マガリャンイス・モータ、バルボサ・デ・メーロ、モータ・ピント、モンタルヴァン・マシャド、ミゲル・ヴェイガ、フェレイラ・ジュニオル、アントニオ・カルロス・リマ、アントニオ・サラザール・シルヴァ、ジョルジェ・コレイア・ダ・クーニャ、ジョルジェ・フィゲイレド・ディアス、ジョルジェ・サー・ボルジェスなどが名を連ねた。また機関紙ポーヴォ・リブレ。マヌエル・アレグリア、ルイ・マシェテにより1974年6月13日にはじめて発行された。PSDの最初の重要会議は10月25日、リスボンの"パヴィーリャン・ドス・デスポルトス（Pavilhão dos Desportos）"で開催され、翌月には最初の公式党大会も行われた。1975年1月17日にはPSDを正当な政治団体と承認させるための署名を最高裁判所へ提出した。8日間で6300もの署名が集まったという。

## 政権
カーネーション革命に乗って、PSDは1974年から1979年にかけて多くの連立政権に参加した。この間にポルトガルの政治は次第に安定していった。1979年、PSDは民主社会中道（現在の民主社会中道・人民党）といくつかの小右派政党とともに民主主義同盟（AD）という選挙同盟を結成した。ADは1979年の選挙に勝利して、PSD党首フランシスコ・サー・カルネイロが首相に就任した。ADは1980年の選挙で過半数の議席を得たが、12月4日、航空機事故によってカルネイロが死ぬと、政治は混乱した。フランシスコ・ピント・バルセマンが首相の地位、PSDとADの指導権を受け継いだが、カルネイロほどのカリスマ性はなく、民衆の支持を得ることはできなかった。
1983年にADは解散した。そしてその年の選挙でPSDはPSに敗北する。過半数は得られなかったPSはPSDと大連立を発足させたが、アニーバル・カヴァコ・シルヴァをはじめとするPSD内の右派政治家はPS主導の政権への参加に反対した。そして1985年6月2日、シルヴァが社会民主党の党首に選ばれると連立は解消された。1985年の総選挙においてシルヴァ率いる社民党は過半数こそ得られなかったものの勝利を収め、シルヴァは首相に就任した。経済の自由化と減税政策で経済成長に成功し、1987年の選挙でPSDは圧勝する。PSDへの投票は50.2%、250議席中148議席を得た。単一政党がこれほどの絶対的多数派となったのは初めてであった。1991年の選挙も同じように勝利を収めたが、高い失業率の改善がなされないことで次第に支持を失い、1995年と1999年の選挙では敗北を喫する。
続く2002年の総選挙では勝利を収めたものの過半数は得られず、PPと連立を組み、PSD党首ジョゼ・マヌエル・ドゥラン・バローゾが首相となった。バローゾは任期中に辞職し、欧州委員会の議長に就任、ペドロ・サンタナ・ロペスが党首・首相職を受け継いだが、2005年2月20日の選挙では1983年以来の大敗北を喫する。不支持率は12%を越え、議席は75議席のみを維持、30議席を失った。
2006年の大統領選挙では勝利を収め、アニーバル・カヴァコ・シルヴァが新大統領となった。しかし2009年の議会選挙では、再びPSが第一党となり政権を奪回することはできなかった。税収の伸び悩みと財政赤字削減が進まないことに起因した財政危機が表面化したことでPS政権は厳しい立場に立たされ、財政再建のための財政緊縮策が議会で否決されたことをうけジョゼ・ソクラテス首相が2011年3月23日に辞任を表明したことで任期を前倒しする形で総選挙が行われることになった。6月5日に行われた総選挙では絶対多数こそ取れなかったものの、PSを上回って第1党となり勝利した。選挙後の同月15日、カヴァコ・シルヴァ大統領はPSD党首のペドロ・パソス・コエリョ（Pedro Passos Coelho）を首相に指名し、コエリョ新首相は第3党となった右派政党「民衆党」（CDS-PP）と連立政権を組むことを明らかにした。
2015年10月4日に行われた総選挙では、民衆党とともに国会の最大勢力を維持したものの、過半数は割り込んだ。この1か月後には、パソス・コエーリョ内閣の経済政策計画が国会で否決された。これは事実上の内閣不信任決議にあたり、憲法の規定に従って同内閣は総辞職した。代わってPSのコスタ政権が誕生し、PSDは下野した。
2019年10月6日に行われた総選挙では、改選議席を10失って敗北し、政権を奪回できなかった。
新年度予算案が議会で否決された事により前倒しで2022年1月30日に行われた総選挙では引き続き第2党となり、政権を奪回できなかった。在外投票者の票の扱いを巡って最終結果の確定は遅れたが、3月26日に発表された議席数は72議席であった。

## 歴代党首
- フランシスコ・サー・カルネイロ（英語版）(1974年–1978年)
- アントニオ・ソーサ・フランコ（英語版）(1978年)
- ジョゼ・メネレス・ピメンテル（ポルトガル語版）(1978年)
- フランシスコ・サー・カルネイロ(1978年–1980年、2期目)
- フランシスコ・ピント・バルセマン（英語版）(1981年–1983年)
- ヌーノ・ロドリゲス・ドス・サントス（ポルトガル語版）(1983年–1984年)
- カルロス・モータ・ピント（英語版）(1984年–1985年)
- アニーバル・カヴァコ・シルヴァ(1985年–1995年)
- フェルナンド・ノゲイラ（英語版）(1995年–1996年)
- マルセロ・レベロ・デ・ソウザ(1996年–1999年)
- ジョゼ・マヌエル・ドゥラン・バローゾ(1999年–2004年)
- ペドロ・サンタナ・ロペス(2004年–2005年)
- ルイス・マルケス・メンデス（英語版）(2005年-2007年)
- ルイス・フィリペ・メネゼス（英語版）(2007年-2008年)
- マヌエラ・フェレイラ・レイテ（英語版）(2008年-2010年)
- ペドロ・パッソス・コエーリョ(2010年-2018年)
- ルイ・リオ（英語版）(2018年-2022年)
- ルイス・モンテネグロ(2022年-現職)